# Microctenopoma ansorgii
Microctenopoma ansorgii is een straalvinnige vissensoort uit de familie van de klimbaarzen (Anabantidae). De wetenschappelijke naam van de soort is voor het eerst geldig gepubliceerd in 1912 door Boulenger.